# Hope and Glory
Hope and Glory (Esperanza y gloria en España, La esperanza y la gloria en Hispanoamérica) es una película de 1987, de guerra-comedia-drama, que cuenta la historia de un niño que crece en el Blitz de Londres durante la Segunda Guerra Mundial. La película es una semi autobiografía de los principio de la vida del escritor/director John Boorman con las estrellas Sarah Miles, David Hayman y Sammi Davis.
Fue nominada por los Premios Óscar a la mejor dirección artística y decoración, Mejor Cinematografía, mejor Director, mejor película y mejor escritura.

## Sinopsis
Bill es un niño  inglés que vive en un suburbio en la época de la Segunda Guerra Mundial. Su padre se ha marchado a luchar, pero el conflicto para él tiene un sentido muy diferente al de los mayores. Ante la mirada infantil del muchacho, la guerra no es más que una aventura de héroes y los edificios en ruinas se convierten en fabulosos campos de juego. Pero un día, su vida da un giro radical, y, a pesar de su juventud, entenderá lo importante que son los lazos que unen las familias.

## Reparto
| Actor                               | Personaje                                                     |
| ----------------------------------- | ------------------------------------------------------------- |
| Sebastian Rice-Edwards              | Billy Rowan                                                   |
| Sarah Miles                         | Grace Rowan                                                   |
| David Hayman                        | Clive Rowan                                                   |
| Geraldine Muir                      | Sue Rowan                                                     |
| Sammi Davis                         | Dawn Rowan                                                    |
| Susan Wooldridge                    | Molly                                                         |
| Derrick O'Connor                    | Mac                                                           |
| Ian Bannen                          | Abuelo George                                                 |
| Anne Leon                           | Abuela                                                        |
| Jean-Marc Barr                      | Cabo Bruce Carrey                                             |
| Jill Baker                          | Faith                                                         |
| Amelda Brown                        | Hope                                                          |
| Katrine Boorman                     | Charity                                                       |
| Colin Higgins                       | Compañero de Clive                                            |
| Shelagh Fraser                      | Mujer WVS                                                     |
| Gerald James                        | Headmaster                                                    |
| Barbara Pierson                     | Profesora                                                     |
| Sara Langton                        | Pauline                                                       |
| Nicky Taylor                        | Roger                                                         |
| Roger's Gang: Jodie Andrews, Nichol | Askew, Jamie Bowman, Colin Dale, David Parkin, Carlton Taylor |
| Imogene Cawrse                      | Jennifer                                                      |
| Susan Brown                         | Sra. Evans                                                    |
| Charley Boorman                     | Piloto de la Luftwaffe                                        |
| Peter Hughes                        | Policía                                                       |
| Ann Thornton and Andrew Bicknell    | Pareja de luna de miel                                        |
| Christine Crowshaw                  | Pianista                                                      |
| William Armstrong                   | Sgt. Canadiense                                               |
| Arthur Cox                          | Bombero                                                       |

## Estreno
La película fue lanzada por Columbia Pictures, pero los derechos de la película eran antes propiedad de Nelson Entertainment y ahora son de MGM.